# 李璋 (咸豐進士)
李璋，河南省陳州府扶溝縣人，西华籍，清朝政治人物、同進士出身。
咸豐六年，登進士，任定州知州。